# Liga ACB 2020-2021
La Liga ACB 2020-2021, chiamata per ragioni di sponsorizzazione Liga Endesa, è la 38ª edizione del massimo campionato spagnolo di pallacanestro maschile.

## Regolamento

### Promozioni e retrocessioni
La stagione 2020-2021 della Liga ACB è composta dalle 18 squadre della stagione precedente, oltre alla vincitrice della LEB Oro e alla vincitrice dei play-off della LEB Oro.
Squadre promosse dalla LEB Oro
- Carramimbre CBC Valladolid, rinuncia al campionato.
- Delteco Gipuzkoa Basket[1]

## Squadre

### Squadre partecipanti
| Squadra           | Stagione | Città                      | Palazzetto                                  | Stagione precedente            |
| ----------------- | -------- | -------------------------- | ------------------------------------------- | ------------------------------ |
| Andorra           | ...      | Andorra                    | Poliesportiu d'Andorra                      | 6º posto in Liga ACB           |
| Barcellona        | dettagli | Barcellona                 | Palau Blaugrana                             | 1º posto in Liga ACB           |
| Bilbao Berri      | ...      | Bilbao                     | Bilbao Arena                                | 5º posto in Liga ACB           |
| Canarias Tenerife | dettagli | San Cristóbal de La Laguna | Pabellón Insular Santiago Martín            | 4º posto in Liga ACB           |
| Estudiantes       | dettagli | Madrid                     | Palacio de los Deportes                     | 18º posto in Liga ACB          |
| Fuenlabrada       | ...      | Fuenlabrada                | Pabellón Fernando Martín                    | 17º posto in Liga ACB          |
| Gran Canaria      | dettagli | Las Palmas                 | Gran Canaria Arena                          | 11º posto in Liga ACB          |
| Joventut Badalona | ...      | Badalona                   | Olímpico de Badalona                        | 12º posto in Liga ACB          |
| Málaga            | dettagli | Malaga                     | José María Martín Carpena                   | 9º posto in Liga ACB           |
| Manresa           | ...      | Manresa                    | Pavelló Nou Congost                         | 13º posto in Liga ACB          |
| Murcia            | ...      | Murcia                     | Palacio de Deportes                         | 16º posto in Liga ACB          |
| Real Madrid       | dettagli | Madrid                     | Palacio de los Deportes                     | 2º posto in Liga ACB           |
| Obradoiro         | ...      | Santiago di Compostela     | Multiusos Fontes do Sar                     | 14º posto in Liga ACB          |
| S.P. Burgos       | dettagli | Burgos                     | Coliseum Burgos                             | 10º posto in Liga ACB          |
| San Sebastián     | ...      | San Sebastián              | Plaza de Toros de Illumbe                   | 2º posto in LEB Oro            |
| Saski Baskonia    | dettagli | Vitoria                    | Fernando Buesa Arena                        | 8º posto in Liga ACB, Campione |
| Saragozza         | dettagli | Saragozza                  | Pabellón Príncipe Felipe                    | 3º posto in Liga ACB           |
| Real Betis        | ...      | Siviglia                   | Palacio Municipal de los Deportes San Pablo | 15º posto in Liga ACB          |
| Valencia          | dettagli | Valencia                   | La Fonteta                                  | 7º posto in Liga ACB           |

### Allenatori e primatisti
| Squadra           | Allenatore                                                                 | Capitano           | Cestista più presente            | Miglior marcatore       |
| ----------------- | -------------------------------------------------------------------------- | ------------------ | -------------------------------- | ----------------------- |
| Andorra           | Ibon Navarro                                                               | Guillem Colom      | Clevin Hannah (26)               | Clevin Hannah (347)     |
| Barcellona        | Šarūnas Jasikevičius                                                       | Pierre Oriola      | Pierre Oriola (27)               | Nikola Mirotić (313)    |
| Bilbao            | Álex Mumbrú                                                                | Jonathan Rousselle | Jaylon Brown (27)                | Jaylon Brown (342)      |
| Canarias          | Txus Vidorreta                                                             | Marcelo Huertas    | 4 giocatori (25)                 | Giorgi Shermadini (435) |
| Estudiantes       | Javier Zamora (1ª-19ª) Jota Cuspinera (20ª)                                | Edgar Vicedo       | 4 giocatori (27)                 | Aleksa Avramović (442)  |
| Fuenlabrada       | Paco García (1ª-5ª) Javi Juárez (6ª-20ª) Josep Maria Raventós (21ª)        | Christian Eyenga   | 3 giocatori (27)                 | Melo Trimble (466)      |
| Gran Canaria      | Porfirio Fisac                                                             | Javier Beirán      | John Shurna (26)                 | Stan Okoye (229)        |
| Joventut Badalona | Carles Durán                                                               | Albert Ventura     | 5 giocatori (26)                 | Ante Tomić (332)        |
| Malaga            | Luis Casimiro (1ª-19ª) Fōtīs Katsikarīs (20ª)                              | Carlos Suárez      | 5 giocatori (27)                 | Darío Brizuela (345)    |
| Manresa           | Pedro Martínez Sánchez                                                     | Guillem Jou        | 4 giocatori (27)                 | Scott Eatherton (362)   |
| Murcia            | Sito Alonso                                                                | Sadiel Rojas       | 5 giocatori (26)                 | Conner Frankamp (354)   |
| Real Madrid       | Pablo Laso                                                                 | Felipe Reyes       | Walter Tavares Usman Garuba (27) | Walter Tavares (299)    |
| Obradorio         | Moncho Fernández                                                           | Pepe Pozas         | 3 giocatori (26)                 | Kassius Robertson (385) |
| San pablo Burgos  | Joan Peñarroya                                                             | Vítor Benite       | Dejan Kravić (24)                | Thad McFadden (328)     |
| San Sebastián     | Marcelo Nicola                                                             | Xabi Oroz          | 6 giocatori (26)                 | Dino Radončić (285)     |
| Saski Baskonia    | Duško Ivanović                                                             | Luca Vildoza       | 4 giocatori (27)                 | Rokas Giedraitis (343)  |
| Saragozza         | Diego Ocampo (1ª-9ª) Sergio Santos Hernández (10ª-29ª) Luis Casimiro (30ª) | Rodrigo San Miguel | 5 giocatori (26)                 | Dylan Ennis (443)       |
| Siviglia          | Curro Segura (1ª-11ª) Joan Plaza (12ª)                                     | Pablo Almazán      | 4 giocatori (26)                 | James Feldeine (397)    |
| Valencia          | Jaume Ponsarnau                                                            | Bojan Dubljević    | 3 giocatori (26)                 | Klemen Prepelič (280)   |

### Cambi di allenatore
| Squadra                | Allenatore uscente      | Motivo         | Data             | Posto in classifica | Nuovo allenatore        | Data             |
| ---------------------- | ----------------------- | -------------- | ---------------- | ------------------- | ----------------------- | ---------------- |
| Herbalife Gran Canaria | Fōtīs Katsikarīs        | Fine contratto | 30 giugno 2020   | Pre-season          | Porfirio Fisac          | 8 luglio 2020    |
| Barcelona              | Svetislav Pešić         | Esonerato      | 1 luglio 2020    | Pre-season          | Šarūnas Jasikevičius    | 2 luglio 2020    |
| Casademont Zaragoza    | Porfirio Fisac          | Dimissioni     | 8 luglio 2020    | Pre-season          | Diego Ocampo            | 8 luglio 2020    |
| Urbas Fuenlabrada      | Paco García             | Esonerato      | 19 ottobre 2020  | 19ª (0–5)           | Javi Juárez             | 20 ottobre 2020  |
| Casademont Zaragoza    | Diego Ocampo            | Esonerato      | 2 novembre 2020  | 16ª (2–6)           | Sergio Santos Hernández | 3 novembre 2020  |
| Coosur Real Betis      | Curro Segura            | Esonerato      | 24 novembre 2020 | 17ª (2–9)           | Joan Plaza              | 30 novembre 2020 |
| Unicaja Málaga         | Luis Casimiro           | Esonerato      | 20 gennaio 2021  | 9ª (9–10)           | Fōtīs Katsikarīs        | 21 gennaio 2021  |
| Movistar Estudiantes   | Javier Zamora           | Esonerato      | 13 febbraio 2021 | 16ª (5–14)          | Jota Cuspinera          | 14 febbraio 2021 |
| Urbas Fuenlabrada      | Javi Juárez             | Esonerato      | 25 marzo 2021    | 16ª (7–19)          | Josep Maria Raventós    | 25 marzo 2021    |
| Casademont Zaragoza    | Sergio Santos Hernández | Dimissioni     | 17 aprile 2021   | 13ª (10–19)         | Luis Casimiro           | 17 aprile 2021   |

## Stagione regolare
Aggiornata al 17 aprile 2021

### Classifica
|  | Pos. | Squadra                 | PT | G  | V  | P  | PF   | PS   | Dif  |
|  | ---- | ----------------------- | -- | -- | -- | -- | ---- | ---- | ---- |
|  | 1.   | Real Madrid             | 62 | 36 | 34 | 2  | 3132 | 2741 | +391 |
|  | 2.   | FC Barcelona            | 56 | 36 | 32 | 4  | 3162 | 2621 | +541 |
|  | 3.   | Lenovo Tenerife         | 50 | 36 | 27 | 9  | 3147 | 2861 | +286 |
|  | 4.   | Valencia Basket         | 44 | 36 | 24 | 12 | 3107 | 2917 | +190 |
|  | 5.   | TD Systems Baskonia     | 40 | 36 | 23 | 13 | 2952 | 2814 | +138 |
|  | 6.   | Hereda San Pablo Burgos | 38 | 36 | 22 | 14 | 3130 | 2995 | +135 |
|  | 7.   | Joventut Badalona       | 34 | 36 | 20 | 16 | 3089 | 3070 | +19  |
|  | 8.   | Herbalife Gran Canaria  | 30 | 36 | 18 | 18 | 2931 | 3004 | -73  |
|  | 9.   | MoraBanc Andorra        | 28 | 36 | 17 | 19 | 2850 | 2866 | -16  |
|  | 10.  | Baxi Manresa            | 28 | 36 | 17 | 19 | 3017 | 3134 | -117 |
|  | 11.  | Unicaja                 | 26 | 36 | 17 | 19 | 3014 | 2997 | +17  |
|  | 12.  | UCAM Murcia             | 26 | 36 | 16 | 20 | 2924 | 2951 | -27  |
|  | 13.  | Casademont Zaragoza     | 24 | 36 | 14 | 22 | 3127 | 3189 | -62  |
|  | 14.  | Monbus Obradoiro        | 20 | 36 | 12 | 24 | 2888 | 3015 | -127 |
|  | 15.  | Urbas Fuenlabrada       | 20 | 36 | 12 | 24 | 2920 | 3019 | -99  |
|  | 16.  | Coosur Real Betis       | 18 | 36 | 11 | 25 | 2786 | 3032 | -246 |
|  | 17.  | RETAbet Bilbao Basket   | 18 | 36 | 10 | 26 | 2880 | 3118 | -238 |
|  | 18.  | Movistar Estudiantes    | 14 | 36 | 9  | 27 | 2969 | 3185 | -216 |
|  | 19.  | Acunsa GBC              | 14 | 36 | 7  | 29 | 2650 | 3146 | -496 |

      Campione di Spagna.
      Ammesse ai playoff scudetto.
      Retrocessa in LEB
  Vincitrice del campionato
  Vincitrice della Coppa del Rey 2021
  Vincitrice della Supercoppa spagnola 2020
In caso di parità tra due squadre si considera la differenza canestri degli scontri diretti, in caso di scarto nullo si considera il coefficiente canestri (PF/PS). In caso di parità fra tre o più squadre si procede al calcolo della classifica avulsa, prendendo in considerazione come primo elemento il totale degli scontri diretti tra le squadre interne alla classifica avulsa, in caso di parità interna tra due squadre si prosegue con le regole per la parità tra due squadre.

### Risultati
|              | GBC    | BAR    | BAX     | CAZ    | BET     | HGC    | BUR    | CJB    | LNT    | MOB    | MBA   | MOV     | RMB   | RBB     | TDS   | UCM    | UNI   | URF    | VBC    |
| ------------ | ------ | ------ | ------- | ------ | ------- | ------ | ------ | ------ | ------ | ------ | ----- | ------- | ----- | ------- | ----- | ------ | ----- | ------ | ------ |
| Gipuzkoa     | —      | 68–110 | 71–78   | 70–67  | 68–91   | 65–79  | 77–90  | 68–99  | 89–87  | 66–79  |       | 81–79   | 70–86 | 74–97   |       | 78–88  |       | 72–100 | 78–60  |
| Barça        | 87–60  | —      | 97–89   | 107–88 | 82–53   | 91–63  | 89–86  | 88–74  | 81–74  |        | 82–71 | 98–68   | 85–87 | 82–64   |       | 92–63  | 79–55 | 81–79  | 90–100 |
| Manresa      |        | 76–99  | —       | 92–82  | 93–81   | 64–71  | 87–101 | 85–80  | 80–88  | 76–80  | 64–69 | 102–101 | 76–77 | 94–78   |       | 85–84  | 90–83 | 90–76  | 74–82  |
| Zaragoza     | 99–71  | 85–97  | 102–103 | —      | 96–95   | 88–71  | 86–100 | 95–100 |        | 83–70  |       | 104–113 |       | 105–76  | 89–92 | 98–86  | 63–92 | 105–85 | 76–85  |
| Real Betis   | 74–62  |        |         | 82–85  | —       |        | 76–85  | 57–78  | 82–93  | 88–87  | 69–61 | 80–81   | 65–84 | 89–96   | 73–77 | 55–84  | 78–75 | 86–79  | 95–85  |
| Gran Canaria | 90–81  | 74–92  | 83–77   | 84–76  | 78–54   | —      | 83–74  | 96–85  | 87–108 | 75–85  | 62–79 | 97–94   | 65–90 | 107–102 | 71–75 |        | 80–84 | 87–71  |        |
| Burgos       | 79–90  | 77–93  | 91–80   | 95–98  |         | 92–60  | —      | 86–78  | 86–98  |        | 82–68 | 91–71   | 60–74 | 96–86   | 91–89 | 89–84  | 95–83 | 78–99  | 78–83  |
| Badalona     | 90–94  | 62–80  |         | 88–81  | 78–88   | 84–103 | 78–95  | —      | 90–85  | 91–84  |       | 97–70   | 64–87 | 88–81   | 83–82 | 104–93 | 81–73 | 80–75  | 80–91  |
| Tenerife     |        |        | 85–70   | 91–86  | 77–73   | 99–80  | 84–79  | 86–82  | —      | 107–62 | 93–81 | 101–77  | 85–92 | 86–67   | 79–81 | 85–78  | 79–61 | 91–87  | 90–86  |
| Obradoiro    | 85–76  | 75–78  | 90–87   | 102–91 | 87–80   | 89–88  | 63–78  | 83–87  | 71–97  | —      |       | 87–91   | 71–87 | 80–72   | 78–87 |        | 83–85 | 101–82 | 77–78  |
| Andorra      |        | 63–79  | 92–86   | 83–98  | 72–55   |        | 87–82  | 87–89  | 83–89  | 90–71  | —     | 81–73   | 69–75 | 72–70   | 68–82 | 84–66  | 78–81 |        | 84–72  |
| Estudiantes  | 80–61  | 78–92  | 84–88   | 73–79  | 82–96   | 94–68  |        | 83–90  | 64–90  |        | 97–85 | —       | 65–79 | 95–89   | 84–86 | 75–85  | 90–92 |        | 81–86  |
| Real Madrid  | 97–71  | 82–87  | 100–78  | 102–83 | 95–77   | 81–80  | 96–81  | 101–92 | 84–76  | 84–77  | 86–79 | 93–77   | —     |         | 92–83 |        | 91–84 | 79–68  |        |
| Bilbao       | 81–80  | 73–90  | 96–108  | 73–96  | 86–84   |        |        |        | 70–81  | 99–81  | 76–85 | 77–78   | 83–85 | —       | 72–85 | 63–73  | 75–91 |        | 73–106 |
| Baskonia     | 83–71  | 82–71  | 87–68   | 89–61  | 103–76  | 78–99  | 83–94  |        | 79–72  | 80–74  | 84–67 | 96–92   | 74–85 | 82–68   | —     | 75–83  |       | 90–74  | 76–73  |
| Murcia       | 90–73  | 77–73  | 93–103  |        | 74–72   | 74–78  | 75–81  | 84–91  | 82–84  | 93–76  |       | 93–80   | 58–74 | 82–90   | 92–87 | —      |       | 84–81  |        |
| Unicaja      | 104–69 | 70–79  | 86–90   | 78–101 | 111–114 | 82–76  | 93–101 |        | 79–86  | 82–76  |       | 91–77   |       | 88–74   | 79–91 | 102–81 | —     | 84–90  | 85–89  |
| Fuenlabrada  | 78–74  | 67–83  | 100–102 | 82–81  |         | 102–81 | 89–83  | 93–84  |        | 84–82  | 65–75 | 81–82   | 76–90 | 70–74   | 73–89 | 70–82  | 68–85 | —      | 61–68  |
| Valencia     | 101–75 | 64–80  | 112–82  | 93–84  | 89–81   | 101–85 | 81–99  | 89–102 | 89–95  | 97–82  | 91–76 |         | 78–86 | 99–90   | 83–61 | 89–78  | 66–71 |        | —      |

## Play-off
|  | Quarti di finale | Quarti di finale  | Quarti di finale  | Quarti di finale | Quarti di finale |  |  | Semifinali | Semifinali        | Semifinali | Semifinali | Semifinali |    |    | Finale | Finale      | Finale      | Finale | Finale |  |
|  |                  |                   |                   |                  |                  |  |  |            |                   |            |            |            |    |    |        |             |             |        |        |  |
|  | 1                | Real Madrid       | Real Madrid       | 103              | 81               |  |  |            |                   |            |            |            |    |    |        |             |             |        |        |  |
|  | 8                | Gran Canaria      | Gran Canaria      | 79               | 75               |  |  | 1          | Real Madrid       | 81         | 67         | 80         |    |    |        |             |             |        |        |  |
|  | 4                | Valencia          | 87                | 65               | 78               |  |  | 4          | Valencia          | 70         | 85         | 77         |    |    |        |             |             |        |        |  |
|  | 5                | Saski Baskonia    | 86                | 76               | 73               |  |  |            |                   |            |            |            |    |    | 1      | Real Madrid | Real Madrid | 75     | 73     |  |
|  | 2                | Barcellona        | 84                | 63               | 94               |  |  |            |                   | 2          | Barcellona | Barcellona | 89 | 92 |        |             |             |        |        |  |
|  | 7                | Joventut Badalona | 74                | 72               | 73               |  |  | 2          | Barcellona        | 112        | 68         | 89         |    |    |        |             |             |        |        |  |
|  | 3                | Canarias Tenerife | Canarias Tenerife | 86               | 92               |  |  | 3          | Canarias Tenerife | 69         | 80         | 72         |    |    |        |             |             |        |        |  |
|  | 6                | S.P. Burgos       | S.P. Burgos       | 78               | 68               |  |  |            |                   |            |            |            |    |    |        |             |             |        |        |  |

## Premi e riconoscimenti

### Miglior giocatore della giornata
Aggiornato al 29 aprile 2021
| Giornata | Giocatore              | Squadra           | PIR |
| -------- | ---------------------- | ----------------- | --- |
| 1        | Laurynas Birutis       | Obradoiro         | 42  |
| 2        | Nikola Mirotić         | Barcellona        | 29  |
| 2        | Dejan Kravić           | S.P. Burgos       | 29  |
| 3        | Nicolás Laprovíttola   | Real Madrid       | 32  |
| 4        | Melo Trimble           | Fuenlabrada       | 37  |
| 5        | Giorgi Shermadini      | Canarias Tenerife | 29  |
| 5        | Jaime Echenique        | San Sebastián     | 29  |
| 6        | Marc García            | Fuenlabrada       | 39  |
| 7        | Alex Renfroe           | S.P. Burgos       | 36  |
| 8        | Jeremy Senglin         | Andorra           | 35  |
| 9        | Laurynas Birutis (2)   | Obradoiro         | 37  |
| 10       | Emanuel Cățe           | Murcia            | 34  |
| 12       | Ondřej Balvín          | Bilbao Berri      | 41  |
| 13       | Xabier López-Arostegui | Joventut Badalona | 39  |
| 14       | Giorgi Shermadini (2)  | Canarias Tenerife | 30  |
| 15       | Kassius Robertson      | Obradoiro         | 35  |
| 16       | Nikola Mirotić (2)     | Barcellona        | 41  |
| 17       | Melo Trimble           | Fuenlabrada       | 34  |
| 18       | Youssoupha Fall        | Saski Baskonia    | 38  |
| 19       | Giorgi Shermadini (3)  | Canarias Tenerife | 33  |
| 20       | Tryggvi Hlinason       | Saragozza         | 33  |
| 21       | Leonardo Meindl        | Fuenlabrada       | 44  |
| 22       | Mike Tobey             | Valencia          | 34  |
| 23       | Bojan Dubljević        | Valencia          | 29  |
| 24       | Walter Tavares         | Real Madrid       | 37  |
| 25       | A.J. Slaughter         | Gran Canaria      | 41  |
| 26       | Walter Tavares (2)     | Real Madrid       | 37  |
| 27       | Steven Enoch           | Obradoiro         | 34  |
| 28       | Pau Ribas              | Joventut Badalona | 39  |
| 29       | Ondřej Balvín          | Bilbao Berri      | 36  |
| 33       | Ángel Delgado          | Estudiantes       | 36  |

### Miglior giocatore del mese
| Mese      | Giornata | Giocatore             | Squadra           | PIR  | V-P | Rif.   |
| --------- | -------- | --------------------- | ----------------- | ---- | --- | ------ |
| settembre | 1–3      | Laurynas Birutis      | Obradoiro         | 27.7 | 3-0 | [ 25 ] |
| ottobre   | 4-8      | Giorgi Shermadini     | Canarias Tenerife | 28.7 | 3-0 | [ 26 ] |
| novembre  | 9-12     | Louis Labeyrie        | Valencia          | 26.0 | 0-3 | [ 27 ] |
| dicembre  | 13-17    | Dylan Ennis           | Saragozza         | 23.6 | 2-3 | [ 28 ] |
| gennaio   | 18-22    | Giorgi Shermadini (2) | Canarias Tenerife | 27.0 | 3-2 | [ 29 ] |
| febbraio  | 23-24    | Walter Tavares        | Real Madrid       | 27.7 | 3-0 | [ 30 ] |
| marzo     | 25-28    | Giorgi Shermadini (3) | Canarias Tenerife | 25.5 | 2–0 | [ 31 ] |
| marzo     | 25-28    | Thad McFadden         | S.P. Burgos       | 25.5 | 2–0 | [ 31 ] |

## Squadre spagnole nelle competizioni europee
| Squadra                | Competizione     | Andamento              |
| ---------------------- | ---------------- | ---------------------- |
| Barcelona              | Euroleague       | Secondo posto          |
| Real Madrid            | Euroleague       | Playoffs               |
| TD Systems Baskonia    | Euroleague       | Regular season (18-16) |
| Valencia Basket        | Euroleague       | Regular season (19-15) |
| Joventut Badalona      | Eurocup          | Quarti di finale       |
| Herbalife Gran Canaria | Eurocup          | Semifinale             |
| MoraBanc Andorra       | Eurocup          | Top16                  |
| Unicaja Málaga         | Eurocup          | Top16                  |
| Iberostar Tenerife     | Champions League | Final Eight            |
| RETAbet Bilbao Basket  | Champions League | Regular season         |
| Casademont Zaragoza    | Champions League | Final Eight            |
| San Pablo Burgos       | Champions League | Final Eight            |